# Тернопіль у плині літ
Тернопіль у плині літ — книга історико-краєзнавчих замальовок тернопільського історика та архівіста Любомири Бойцун про Тернопіль.

## Перше видання
Перше видання вийшло у світ у 2003 році. З того часу було кілька перевидань.
Книга розповідає про майже втрачений давній Тернопіль крізь призму історії вулиць і визначних будівель. У них, як у краплині вранішньої роси, віддзеркалюється багатогранне життя міста — розвиток торгівлі, ремесла й освіти, діяльність культурно-освітніх і спортивних товариств, партій. Це — розповідь про архітектурні й історичні пам'ятки Тернополя і тих людей, про чий внесок у життєпис міста нагадують тепер назви вулиць й навчальних закладів.
Видання ілюстроване старими поштовими листівками і світлинами, а також знімками острівків минулого у сьогоденні міста.
Книга розрахована на широке коло читачів, небайдужих до історії малої батьківщини.

### Зміст
- Слово міського голови
- Від видавництва — 6
- У нестримному леті літ — 9
- Старий і Новий замки: оборонна твердиня й осередок культури. Початки виборних змагань — 23
- Тернопільські стави. Серет. Загребелля — 35
- Біля витоків. Поділ і Стара синагога — 47
- Головна площа старомістя — 57
- Вулиця Перля — 71
- Домініканський костел — 77
- На давньому торговому тракті. Микулинецьке передмістя — 85
- Старий ринок — 103
- Церква Воздвиження Чесного Хреста — 111
- Церква Різдва Христового — 117
- Парафіяльний костел — 127
- Церква Успення Пречистої Діви Марії — 133
- Будинок Міщанського брацтва — 141
- Вулиця 3 Мая: сплав ділового і громадського життя міста — 155
- Перша Тернопільська гімназія — 169
- Вулиця Святоіванівська. Друга гімназія — 177
- Вулиця Камінна — 185
- Українська державна гімназія — 191
- Вулиця Міцкевича: осереддя ділового, громадського і культурного життя Тернополя — 197
- Стара пошта — ратуша — 229
- Будинок Українбанку — 237
- Пасаж Адлєра — 249
- Вулиця о. Степана Качали. Гімназія Рідної школи — 259
- Із Збаразького передмістя на Заруддя й Новий Світ — 271
- Паровий млин Галля — 283
- Єзуїтський костел — 287
- Вулиця Стрілецька — Вища, Середня і Нижча — 291
- Реальна школа, гімназія — 303
- Вулиця Залізнична — 309
- Тернопіль — залізничний вузол — 319
- Смиковецька і передмістя: палітра політичного й спортивного життя, грані технічного прогресу — 331
- Міський парк і навколо — 353
- На прощання — 368
- Чесна у слові та житті (М.Ониськів) — 368
- Резюме — 369
- Sumary (англійською) — 370
- Resume (польською) — 371
- План міста Тернополя 1925 року — 372
- Основні об'єкти на карті міста 1925 року — 374
- План міста Тернополя 1797 року — 375
- План міста Тернополя 1931 року — 376
- Список вулиць на карті міста 1931 року — 378
- Список громадських будівель на карті міста 1931 року — 379
- Іменний покажчик — 380
- Предметно-тематичний покажчик — 381
- Основна література та джерела — 389
- Перша та остання (технічні сторінки)

### Авторський колектив
Керівник краєзнавчого проекту Василь Ванчура.
Редактор — Ростислав Крамар.
Рецензенти — кандидат історичних наук, доцент ТНЕУ Роман Матейко та член Всеукраїнської спілки краєзнавців та Національної Спілки журналістів України Михайло Ониськів.
У книзі використано поштові листівки та фотографії з фондів Тернопільського краєзнавчого музею та приватних колекцій, родинних альбомів В. Верницького, О. Колодія, В. Кучерського, Ю. Максим'яка, Р. Олейнюк, Б. Рудки, В. Сушкевича, О. Філінської й інших добродіїв. Сучасне місто освітлинив Василь Балюх.

## Друге видання
Друге видання вийшло у світ у 2015 році.
Нове виданні на двісті сторінок більше за перше. Структура книжки майже така сама, але кожен розділ суттєво доповнений, і є новий розділ — про 1940-1950-ті роки.

## Відгуки
|  | — Коли вийшла перша книжка «Тернопіль у плині літ», то у нас чотири людини вдома влаштували графік, хто і коли має її читати. І кожен старався не пропустити свій час. Більше не знаю жодної книжки, де було б зібрано стільки матеріалу про наше місто. Пані Любомира зібрала у ній все, що можна було зібрати. Там кожне слово виважене і базується на фактах, документах, фотографіях, серйозних матеріалах. І виклад чудовий, читаєш — як художню книжку. Разом з пані Любомирою видавництво «Джура» зробило пам'ятник Тернополю на століття. Богдан Строцень, археолог. |